# Hesycha inermicollis
Hesycha inermicollis là một loài bọ cánh cứng trong họ Cerambycidae.